# Бенефис Савелия Крамарова
«Бенефис Савелия Крамарова» — телевизионный фильм-спектакль, бенефис актёра Савелия Крамарова, поставленный режиссёром Евгением Гинзбургом. Это была первая большая работа Гинзбурга в этом жанре, созданная после первой и последней государственной награды Савелия Викторовича Крамарова — звания заслуженного артиста РСФСР. В программе также демонстрировались отрывки из кинофильмов, где принимал участие Савелий Крамаров — «Прощайте, голуби», «Джентльмены удачи» и других.

## Участники фильма
- Савелий Крамаров
- Валентина Шарыкина
- Михаил Державин
- Татьяна Шмыга
- Валентин Никулин
- Людмила Гурченко
- Владимир Шубарин
- балетная труппа Московского театра оперетты

## Съёмочная группа
- Режиссёр: Евгений Гинзбург
- Операторы: О. Богданов, Ю. Афанасьев
- Редакторы: Борис Пургалин, Н. Грешишцева.
- Авторы песен и интермедий: Марк Минков, Эдуард Шим, Леонид Чижик, Григорий Горин, Аркадий Хайт, Александр Левенбук, Я. Осенка, Евгений Стихин, Григорий Поженян, Оскар Фельцман, Роберт Рождественский, Лев Шварц, Варлен Стронгин, Борис Пургалин, В. Кулль, Давид Тухманов, Дмитрий Иванов, Игорь Цветков.

## Музыкальные номера
- «Деревянные лошадки» (муз. Марка Минкова, стихи Эдуарда Шима). Исп. Валентина Шарыкина и Михаил Державин.
- «Верую» (муз. Евгения Стихина, стихи Григория Поженяна, из кинофильма «Поезд в далёкий август»). Исп. Валентин Никулин
- «Старые слова» (муз. Оскара Фельцмана, стихи Роберта Рождественского). Исп. Людмила Гурченко.
- «Песня хозяйки» (фрагмент фильма «Табачный капитан»)
- «Песня ковбоя». Исп. Савелий Крамаров.
- Фрагмент из оперетты «Моя прекрасная леди». Исп. Татьяна Шмыга.
- «Песня о вечном движении» (фрагмент фильма «Эта весёлая планета») (муз. Давид Тухманов, ст. Владимир Харитонов).